# Lucas Neill
Lucas Edward Neill (n. 9 martie 1978, Sydney, Australia) este un fotbalist australian, în prezent liber de contract. A petrecut aproape 15 ani evoluând în Anglia. Pe data de 6 octombrie 2006 a fost numit al 50-lea căpitan al echipei naționale de fotbal a Australiei.

## Viața timpurie
Neill a crescut în plajele de nord ale orașului Sydney și a fost elev la Școala Publică Wakehurst în Belrose și la Colegiul Sf. Augustin în Brookvale, înainte să primească o bursă de la AIS (Institutul Australian de Sport) între anii 1994 și 1995.

## Cariera de club

### Milwall
Neill s-a alăturat formației Milwall FC în noiembrie 2005 liber de contract, făcându-și debutul pe 17 februarie 1996 împotriva celor de la Luton Town FC. În septembrie 2001 a cerut să fie transferat și imediat a fost adus la Blackburn Rovers pentru 600.000 de lire sterline + alte 400.000 pe baza aparițiilor.

### Blackburn Rovers
După ajungerea în Blackburn acesta a jucat primul său meci împotriva celor de la Sunderland AFC și a marcat primul său gol puțin mai târziu cu Bolton Wanderers.
Pe data de 4 august 2006, Neill a anunțat că nu își va prelungi contractul. Agentul său a declarat că: Clientul meu a avut o perioadă deosebită aici dar simte că trebuie să facă o schimbare. FC Liverpool a oferit 2 milioane de lire sterline dar oferta a fost refuzată de către club, care îl dorea pe Stephen Warnock. Liverpool nu era gata să-l cedeze pe fundașul stânga, așa că nu s-a ajuns la un acord. Pe finalul lui noiembrie, unele surse afirmau interesul lui Chelsea FC. Fiind într-un timp eroul clubului, Neill a ajuns să fie huiduit de către fanii lui Blackburn Rovers, la revenirea pe stadionul fostului club în martie 2007.

### West Ham United

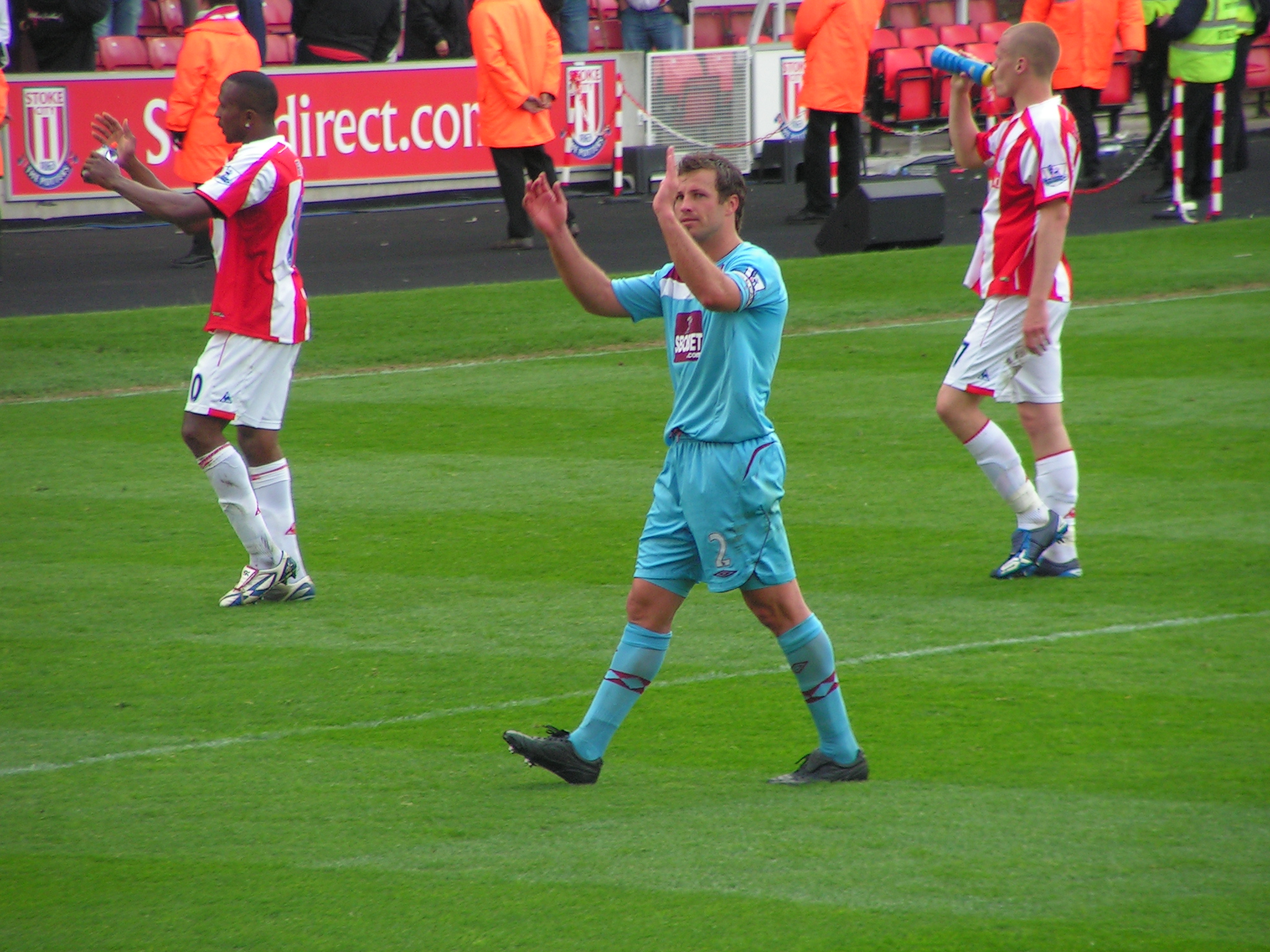
Neill evoluând la West Ham United

În ianuarie 2007, Neill semnează cu West Ham United, după ce a dat cu piciorul ofertei neconfirmate primite de la FC Liverpool. Totuși, Stephen Warnock a ajuns la Blackburn Rovers. Neill și-a făcut debutul în Londra împotriva celor de la Watford FC, în februarie 2007, când s-a și accidentat la genunchi. În septembrie 2008 a marcat unicul său gol în perioada West Ham United, împotriva celor de la WBA, într-o înfrângere a clubului său cu 3-2. La finele sezonului 2008-2009, acesta a refuzat oferta clubului de a-și extinde contractul cu încă un sezon.

### Everton

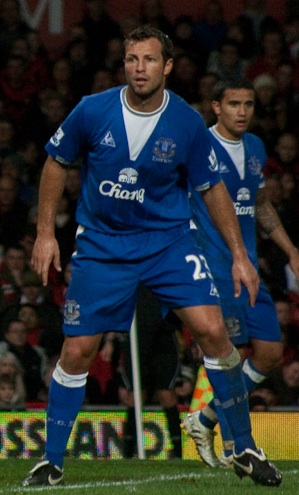
Neill evoluând la Everton

Pe data de 17 septembrie 2009, Neill se alătură formației Everton FC, liber de contract, la care evolua și prietenul său de aceeași naționalitate, Tim Cahill.
Neill și-a făcut debutul cu 6 zile mai târziu, în Cupa Ligii Angliei, înlocuindu-l în partea a doua pe Leighton Baines, în victoria cu 4-0 a clubului său peste Hull City AFC.

### Galatasaray
Pe 13 ianuarie 2010, Neill a semnat cu Galatasaray în Turcia, unde și-a întâlnit alt co-național, pe Harry Kewell. Și-a făcut debutul cu 11 zile mai târziu în meciul cu Gaziantepspor, într-o victorie a trupei din Istanbul cu 1-0. Neill, Kewell dar și alți jucători au fost reziliați la finalul sezonului.

### Al Jazira
Pe 19 august 2011, Al Jazira a anunțat că l-a cumpărat pe australian. Pe data de 2 iunie 2012 a fost reziliat de club.

### Al Wasl
Două luni mai târziu a semnat un contract cu Al Wasl FC, fiind reziliat după doar 5 luni petrecute la club.

### Sydney FC
În februarie 2013, Neill a semnat cu Sydney FC. Și-a făcut debutul pe data de 24 februarie 2013 împotriva celor de la Melbourne Heart.

## Cariera internațională
Lucas Neill a reprezentat cu succes echipa națională de fotbal a Australiei la CM 2006 și la CM 2010, dar și la Cupa Asiei AFC 2007 și 2011.

## Statistici carieră
La 3 mai 2014.

### Club
| Club             | Sezon         | Campionat | Campionat | Cupă    | Cupă   | Continental | Continental | Total   | Total  |
| Club             | Sezon         | Meciuri   | Goluri    | Meciuri | Goluri | Meciuri     | Goluri      | Meciuri | Goluri |
| ---------------- | ------------- | --------- | --------- | ------- | ------ | ----------- | ----------- | ------- | ------ |
| Millwall         | 1995–96       | 13        | 0         | 0       | 0      | 0           | 0           | 13      | 0      |
| Millwall         | 1996–97       | 39        | 4         | 5       | 0      | 0           | 0           | 44      | 4      |
| Millwall         | 1997–98       | 6         | 0         | 1       | 0      | 0           | 0           | 7       | 0      |
| Millwall         | 1998–99       | 35        | 6         | 9       | 0      | 0           | 0           | 44      | 6      |
| Millwall         | 1999-00       | 31        | 1         | 4       | 0      | 0           | 0           | 35      | 1      |
| Millwall         | 2000–01       | 24        | 2         | 1       | 0      | 0           | 0           | 25      | 2      |
| Millwall         | 2001–02       | 4         | 1         | 1       | 0      | 0           | 0           | 5       | 1      |
| Millwall         | Total         | 152       | 14        | 21      | 0      | 0           | 0           | 173     | 14     |
| Blackburn Rovers | 2001–02       | 31        | 1         | 4       | 0      | 0           | 0           | 35      | 1      |
| Blackburn Rovers | 2002–03       | 34        | 0         | 7       | 0      | 4           | 0           | 45      | 0      |
| Blackburn Rovers | 2003–04       | 32        | 2         | 2       | 0      | 1           | 0           | 35      | 2      |
| Blackburn Rovers | 2004–05       | 36        | 1         | 8       | 0      | 0           | 0           | 44      | 1      |
| Blackburn Rovers | 2005–06       | 35        | 1         | 7       | 2      | 0           | 0           | 42      | 3      |
| Blackburn Rovers | 2006–07       | 20        | 0         | 1       | 0      | 5           | 1           | 26      | 1      |
| Blackburn Rovers | Total         | 188       | 5         | 29      | 2      | 10          | 1           | 227     | 8      |
| West Ham United  | 2006–07       | 11        | 0         | 1       | 0      | 0           | 0           | 12      | 0      |
| West Ham United  | 2007–08       | 34        | 0         | 6       | 0      | 0           | 0           | 40      | 0      |
| West Ham United  | 2008–09       | 34        | 1         | 3       | 0      | 0           | 0           | 36      | 1      |
| West Ham United  | Total         | 78        | 1         | 10      | 0      | 0           | 0           | 88      | 1      |
| Everton          | 2009–10       | 12        | 0         | 2       | 0      | 0           | 0           | 14      | 0      |
| Everton          | Total         | 12        | 0         | 2       | 0      | 0           | 0           | 14      | 0      |
| Galatasaray      | 2009–10       | 14        | 1         | 2       | 0      | 2           | 0           | 18      | 1      |
| Galatasaray      | 2010–11       | 25        | 0         | 2       | 0      | 4           | 0           | 29      | 0      |
| Galatasaray      | Total         | 37        | 1         | 4       | 0      | 6           | 0           | 47      | 1      |
| Al Jazira        | 2011–12       | 19        | 3         | 1       | 1      | 3           | 0           | 23      | 4      |
| Al Jazira        | Total         | 19        | 3         | 1       | 1      | 3           | 0           | 23      | 4      |
| Al Wasl          | 2012–13       | 11        | 0         | 1       | 1      | 0           | 0           | 15      | 1      |
| Al Wasl          | Total         | 11        | 0         | 1       | 1      | 0           | 0           | 15      | 1      |
| Sydney FC        | 2012-13       | 3         | 0         | 0       | 0      | 0           | 0           | 3       | 0      |
| Sydney FC        | Total         | 3         | 0         | 0       | 0      | 0           | 0           | 3       | 0      |
| Omiya Ardija     | 2013          | 9         | 0         | 0       | 0      | 0           | 0           | 9       | 0      |
| Omiya Ardija     | Total         | 9         | 0         | 0       | 0      | 0           | 0           | 9       | 0      |
| Watford          | 2014          | 1         | 0         | –       | –      | –           | –           | 1       | 0      |
| Watford          | Total         | 1         | 0         | 0       | 0      | 0           | 0           | 1       | 0      |
| Doncaster Rovers | 2014          | 4         | 0         | –       | –      | –           | –           | 4       | 0      |
| Doncaster Rovers | Total         | 4         | 0         | 0       | 0      | 0           | 0           | 4       | 0      |
| Total carieră    | Total carieră | 517       | 24        | 68      | 4      | 19          | 1           | 604     | 29     |

### Internațional
| Australia | Australia | Australia |
| An        | Meciuri   | Goluri    |
| --------- | --------- | --------- |
| 1996      | 1         | 0         |
| 1997      | 0         | 0         |
| 1998      | 1         | 0         |
| 1999-2002 | 0         | 0         |
| 2003      | 3         | 0         |
| 2004      | 5         | 0         |
| 2005      | 12        | 0         |
| 2006      | 9         | 0         |
| 2007      | 8         | 0         |
| 2008      | 7         | 0         |
| 2009      | 7         | 0         |
| 2010      | 10        | 0         |
| 2011      | 16        | 0         |
| 2012      | 9         | 0         |
| 2013      | 7         | 1         |
| Total     | 95        | 1         |

## Goluri internaționale
| #  | Data         | Stadion                                 | Oponent  | Scor | Rezultat | Competiția                                             |
| -- | ------------ | --------------------------------------- | -------- | ---- | -------- | ------------------------------------------------------ |
| 1. | 11 June 2013 | Docklands Stadium, Melbourne, Australia | Iordania | 4–0  | 4–0      | Calificările pentru Campionatul Mondial de Fotbal 2014 |

## Palmares

### Club
Millwall F.C.
- Football League Second Division: 2000-01

Blackburn Rovers
- Football League Cup: 2001-02

Al Jazira
- UAE President's Cup: 2011-12

### Internațional
Australia
- OFC U-20 Championship: 1997
- OFC Nations Cup: 2004

### Individual
- Millwall F.C. Player of the Year: 1996-97
- AFC Asian Cup Team of the Tournament: 2011
- Asia's Bests - Team of the Year: 2011